# 跃进水库 (库车)
跃进水库，位于中华人民共和国新疆维吾尔自治区阿克苏地区库车市市区西南15千米玉奇吾斯塘乡以东，是一座以灌溉为主的中型灌注式平原水库。水库初建于1958年，1979年扩建成中型水库。库容为5800万立方米，大坝为均质土坝，主坝长9.55千米，副坝长5.8千米，最大坝高8米。水库承担着库车市7乡镇、1场2.6万公顷耕地的灌溉任务。